# HC Fassa
Le HC Fassa est un club de hockey sur glace de Canazei en Italie. Il évolue en Serie A, l'élite italienne.

## Historique
Le club est créé en 1955 sous le nom de Hockey Club Canazei.

## Palmarès
- Aucun titre.

## Anciens joueurs
Cette liste, non exhaustive, reprend le nom d'anciens joueurs de l'équipe.
- Jan Bohac
- Sylvain Deschâtelets
- Michel Favre